# 주요 비NATO 동맹국

미국(초록색)과 주요 비NATO 동맹국(주황색), 과거 주요 비NATO 동맹국(황색)

주요 비NATO 동맹국(영어: Major non-NATO ally, MNNA)는 미국 연방 정부가 지정한 미군과 전략적 관계를 맺고 있으나 북대서양 조약 기구(NATO) 가입국이 아닌 동맹국이다. MNNA의 지위로서는 미국과의 집단안전보장을 자동적으로 포함할 수 없으나, 북대서양 조약 기구 회원국이 아닌 국가가 얻을 수 없는 다양한 군사 및 경제적인 이익을 가질 수 있다.

## 주요 비NATO 동맹국 목록

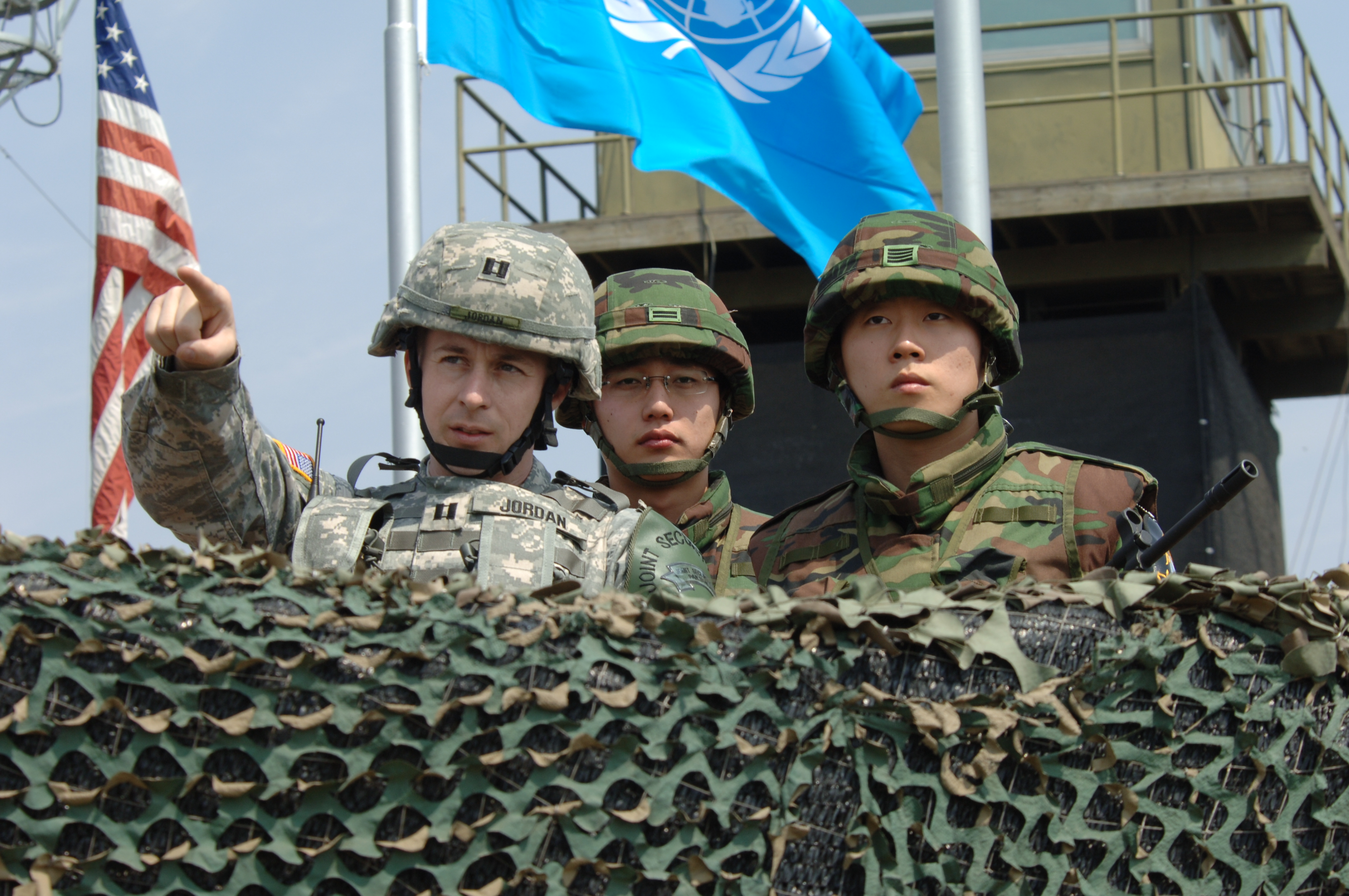
2008년 한반도 비무장 지대를 순찰하는 대한민국 육군 병사와 미군 장교(대위)

다음 국가들은 미국의 주요 비NATO 동맹국으로 지정된 국가들이다. 2022년 기준으로 미국 연방 정부에서 주요 비NATO 동맹국으로 지정된 국가는 19개국이다.
- 로널드 레이건 행정부에서 지명한 국가
  -  오스트레일리아 (1987년)[1]
  -  이집트 (1987년)[1]
  -  이스라엘 (1987년)[1]
  -  일본 (1987년)[1]
  -  대한민국 (1987년)[1]

- 빌 클린턴 행정부에서 지명한 국가
  -  요르단 (1996년)[2]
  -  뉴질랜드 (1997년)[3]
  -  아르헨티나 (1998년)[4]

- 조지 W. 부시 행정부에서 지명한 국가
  -  바레인 (2002년)[5]
  -  대만 (2003년)[6]
  -  필리핀 (2003년)[7]
  -  태국 (2003년)[8]
  -  쿠웨이트 (2004년)[9]
  -  모로코 (2004년)[10]
  -  파키스탄 (2004년)[11]

- 버락 오바마 행정부에서 지명한 국가
  -  튀니지 (2015년)[12]

- 도널드 트럼프 행정부에서 지명한 국가
  -  브라질 (2019년)[13][14]

- 조 바이든 행정부에서 지명한 국가
  -  카타르 (2022년)[15]
  -  콜롬비아 (2022년)[16]
  -  케냐 (2024년)[17]

### 과거 주요 비NATO 동맹국이었던 국가
- 아프가니스탄 (2012년 ~ 2022년): 아프가니스탄은 2012년에 버락 오바마 행정부에서 주요 비NATO 동맹국으로 지정되었다.[18][19] 그러나 2021년 탈레반 공세를 계기로 아프가니스탄 이슬람 공화국 정부가 소멸되면서 사실상 주요 비NATO 동맹국에서 제외되었다. 2022년에는 조 바이든 행정부가 미국 의회에 아프가니스탄이 주요 비NATO 동맹국에서 제외되었다고 통보했다.[20][21]

## 같이 보기
- 태평양 안전 보장 조약
- 오커스
- 발칸 협약 (1953년)
- 5개국 방위 협정
- 북대서양 조약 기구의 대외 관계
- 군사동맹 목록
- 북대서양 조약 기구
- 쿼드 (국제 회의)